# Jevgenij Rylov
Jevgenij Michajlovitj Rylov (ryska: Евгений Михайлович Рылов), född 23 september 1996, är en rysk simmare.

## Karriär
Rylov vann olympiskt brons på 200 meter ryggsim i Rio de Janeiro 2016. Han vann också VM-guld på långbana på samma distans 2017.
Vid Europamästerskapen i simsport 2021 tog Rylov guld på 200 meter ryggsim och 4×100 meter frisim samt brons på 4×200 meter mixed frisim. Rylov fick även ett silver då han simmade i försöksheatet på 4×100 meter medley. Vid olympiska sommarspelen 2020 i Tokyo tog Rylov guld på både 100 och 200 meter ryggsim. Han var även en del av Ryska olympiska kommitténs lag som tog silver på 4×200 meter frisim.
I november 2021 vid kortbane-EM i Kazan var Rylov en del av Rysslands stafettlag som tog brons på 4×50 meter frisim.
2022: Finas disciplinära panel inlett en utredning mot ryssen Jevgenij Rylov. En av flera ryska idrottsstjärnor som beträdde scenen och hyllades av Rysslands president Vladimir Putin inför tiotusentals människor på Luzjniki-stadion i Moskva.[källa behövs]